# 创建角色
创建角色（亦称生成角色或设计角色）是定义游戏角色或其他角色的过程。通常而言，一名角色的个体优势和劣势由一组能力值体现。很多虚构设定的游戏可能有种族和类型的特性，而在较为当代或狭窄的设定中，体能与个体特性的自定义程度可能比较有限。